# تل علی‌آباد سفلی
تل علی‌آباد سفلی مربوط به سده‌های اولیه دوران‌های تاریخی پس از اسلام است و در شهرستان مرودشت، بخش کامفیروز، دهستان کامفیروز جنوبی، جنوب روستای علی‌آباد سفلی واقع شده و این اثر در تاریخ ۳۰ بهمن ۱۳۸۶ با شمارهٔ ثبت ۲۰۸۸۵ به‌عنوان یکی از آثار ملی ایران به ثبت رسیده است.